# جيمس جوزيف غيرارد
جيمس جوزيف غيرارد (بالإنجليزية: James Joseph Gerrard)‏ هو قسيس أمريكي، ولد في 9 يونيو 1897 في نيو بدفورد في الولايات المتحدة، وتوفي في 3 يونيو 1991 في فول ريفر في الولايات المتحدة.